# Темиров, Батыр Даминович
Батыр Даминович Темиров (узб. Botir Damanovich Temirov; 5 сентября 1948 года, Ферганская область, Узбекская ССР, СССР) — узбекский инженер, механик технологического цеха № 1 Ферганского нефтеперерабатывающего завода. В 2005 году удостоен звания Герой Узбекистана.

## Биография
Окончил Ферганский политехнический институт в 1989 году. Трудовую деятельность начал в 1966 году в колхозе имени Хамида Олимжона в Кувасойском районе. Дежурный сантехник Ферганского НПЗ с 1971—1975 годы. Бригадир цеха сбора конденсата и пароснабжения с 1975—1977 годы. Слесарь 1-го цеха завода ЛЧ-35 / 11-600 с 1991 по 1994 годы, 1-й технологический цех Старший машинист с 1994—1997 года. Является инженером 1-го разряда ОТК завода с 1997—1999 года, а слесарем 1-го технологического цеха с 1999 по 2002 годы. Темуров внёс значительный вклад в запуск ЛЧ-35 / 11-600, производящего высокооктановый бензин. Несмотря на то, что оборудование работает безупречно и на полную мощность, в нём создана уникальная школа опыта по продлению срока службы оборудований. Рационализирующее предложение Темуров Ботир по созданию участка для ремонта арматуры оборудования высокого давления требует большого количества электроэнергии.
В 2005 году за выдающиеся заслуги перед государством и народом в деле укрепления независимости Узбекистана, упрочения её международного авторитета, дальнейшего углубления реформ, за многолетний и плодотворный труд в производственной и социальной сферах, большой личный вклад в формирование всесторонне развитого молодого поколения, воспитание его в духе патриотизма и преданности своему народу присвоить звание «Узбекистон Кахрамони» с вручением высшего знака — медали «Олтин юлдуз».